# فرد ديفيس (لاعب كرة قدم أمريكية أمريكي)
فرد ديفيس (بالإنجليزية: Fred Davis)‏ هو لاعب كرة قدم أمريكية أمريكي، ولد في 15 يناير 1986 في توليدو في الولايات المتحدة.

## وصلات خارجية
- فرد ديفيس على موقع مرجع كرة القدم المحترفة.كوم (الإنجليزية)